# Hallimondite
La hallimondite è un minerale.